# Acide isosaccharinique
L’acide isosaccharinique, ou ISA, est un ose acide à six carbones, formé sous l'action de l'hydroxyde de calcium sur les glucides. Il présente un intérêt en recherche parce qu'il peut se former dans les sites de stockage de déchets, spécialement de déchets nucléaires de moyenne activité, où la cellulose est dégradée par l'hydroxyde de calcium présent dans les matrices cimentaires. Le sel de calcium de la forme alpha de l'ISA est très cristallin et insoluble dans l'eau froide, mais il est soluble dans l'eau chaude et susceptible de complexer les métaux, ce qui peut faciliter la diffusion dans l'environnement de radionucléides.

## Formation
La cellulose se dégrade en ISA lorsqu'elle se trouve dans un milieu alcalin. Dans les sites de stockage de déchets conventionnels, cela se produit par exemple lorsqu'elle est mêlée à des résidus d'incinération (les cendres étant très alcalines). Dans les sites de déchets nucléaires, la cellulose provient généralement de papiers (éventuellement absorbants) et cartons légers, et l'alcalinité des ciments utilisés comme matrices d'enrobage des déchets.

## Propriétés
L'ISA forme avec les métaux des complexes stables et solubles, ce qui est susceptible d'en faciliter la diffusion dans l'environnement. Pour éviter cet inconvénient, des recherches sont notamment menées sur la biodégradation de l'ISA, pour limiter la mobilité des radionucléides se trouvant dans les colis contenant de la cellulose.